# Uelén
Uelén o Uvelén (en txuktxi: Увэлен; rus: Уэлéн; iupik siberià: Улыӄ; naucà: Олыӄ) és un poble en el punt més oriental de Rússia, just al cercle polar àrtic, al districte autònom de Txukotka i al punt en què s'ajunten la mar dels Txuktxis i l'estret de Bering.
El poble, famós pel marfil de foques de la mar dels Txuktxis, serveix de base per a expedicions d'arqueologia pels voltants.